# 静岡県立観音山少年自然の家
静岡県立観音山少年自然の家（しずおかけんりつ かんのんやま しょうねん しぜんのいえ）は、浜松市浜名区引佐町東久留女木に位置する社会教育施設（少年自然の家）。

## 概要

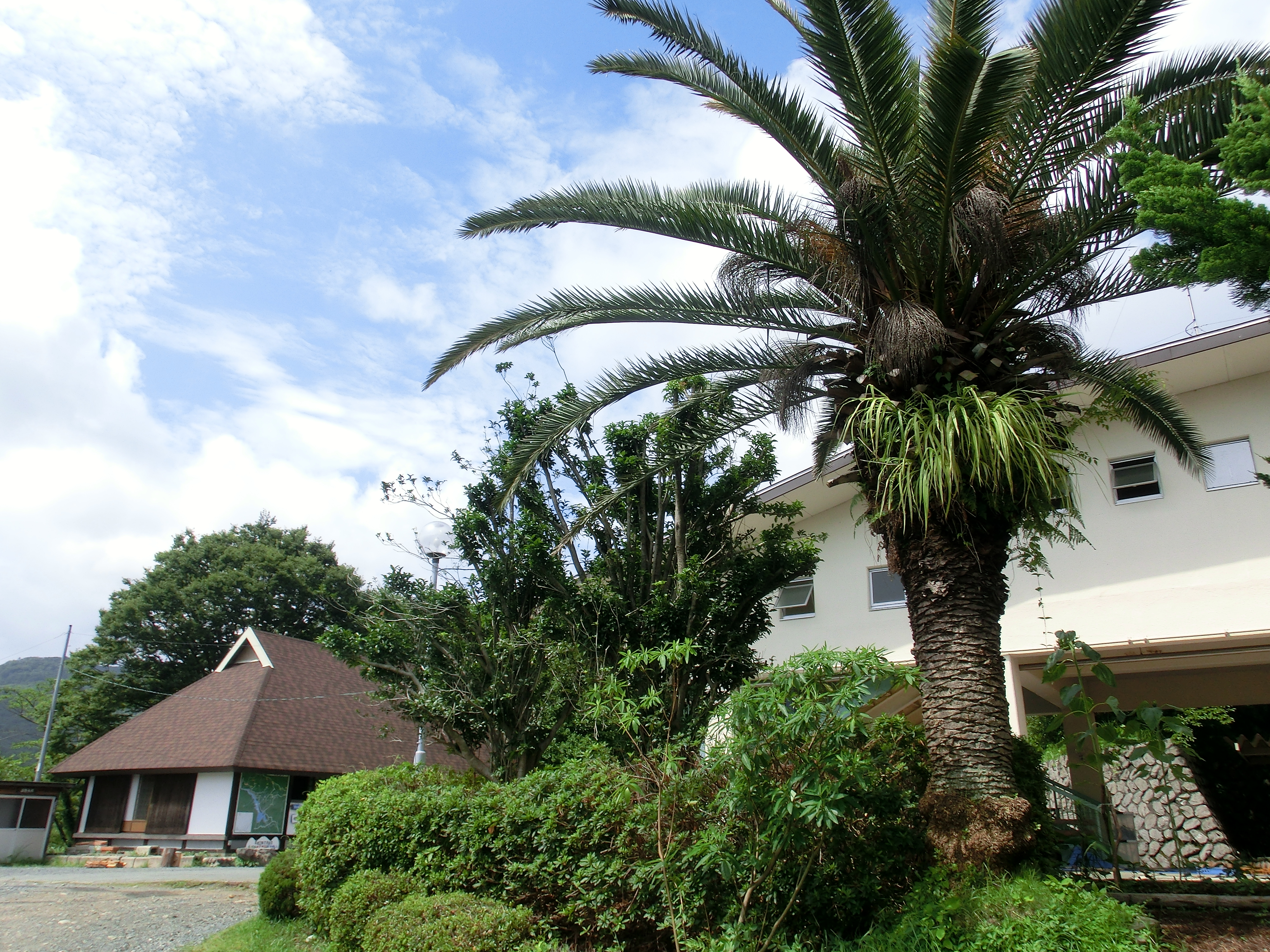
施設

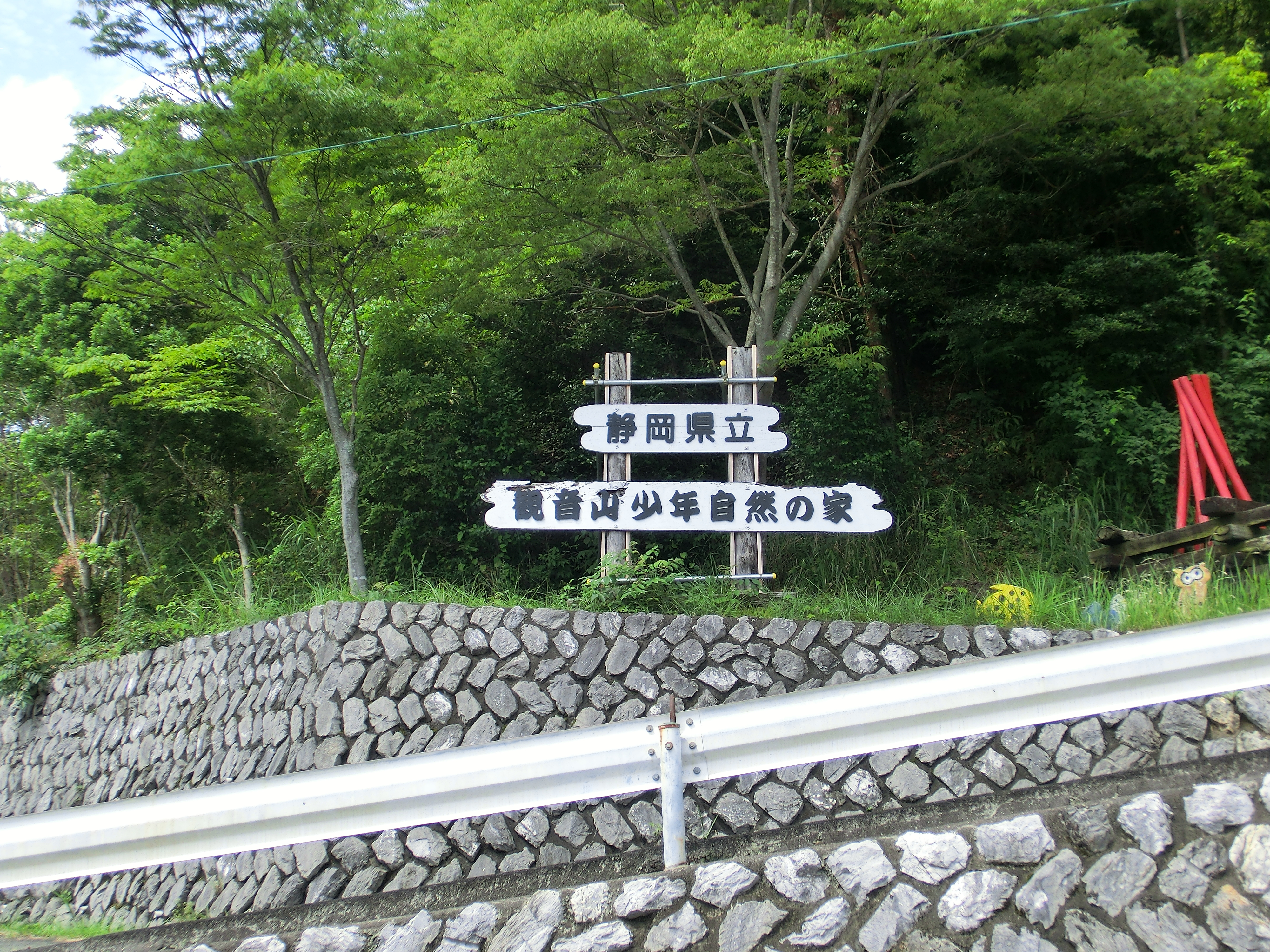
看板

1973年3月、静岡県の野外活動施設として建設され、同年6月15日に開所した。当初は都田川対岸の霧山が候補地に挙がったが、水・交通・日照等の条件により観音山に決定した。静岡県教育委員会が運営する。
県西部地区（中部教育事務所管轄の掛川・小笠地区を含む）の小学校の多くで林間学校に利用されるため、単に「観音山」と言う場合、当施設を利用した林間学校のことを指す場合も多い。
いなさ湖をはさんで南西に浜松市かわな野外活動センターがある。
2025年3月19日、静岡県教育委員会は委員会の定例会で、当施設を将来的に廃止する方針を説明した。築50年が経過して施設の老朽化が進んでいることなどを理由として示した。

## 主な施設
- 宿泊棟
- 食堂
- 浴場
- 体育館
- キャンプ場
- 観音山ハイキングコース

## 所在地
〒431-2201  浜松市浜名区引佐町東久留女木字観音山